# 阿部信行 (経営者)
阿部 信行（あべ のぶゆき、1959年2月20日 - ）は、元ミニストップ社長。

## 経歴
新潟県五泉市出身。
新潟県立村松高等学校を経て、1982年、千葉商科大学商経学部経営学科卒業し、ミニストップに入社。当時ミニストップは1980年にジャスコの出資により操業してまだ日が浅く、阿部信行は新卒入社2期生であった。
開発本部長、営業本部長、FCサポート本部長などを歴任し、2005年に常務取締役となり、2008年から2013年3月まで代表取締役社長を務めた。
ミニストップにおいて阿部信行は、初の生え抜きの社長であった。中国（青島）、ベトナム、カザフスタン共和国、インドネシアへの進出を果たした。
ベトナムを除き撤退している。
国内ではソフトクリームをテレビCM多用でブランド化、セルフスタイルのコーヒーをコンビニ業界で初めて全店導入した。
ミニストップの社長退任後は、マレーシアのイオングループアセアン本社アセアン新事業推進責任者に就任した。クアラルンプールへは単身赴任をしている。
2014年、ベトナムのホーチミンに移り、現地企業と合弁のスーパーマーケット事業を立ち上げた。
2015年、日本に帰国。イオンシネマを展開するイオンエンターテイメント株式会社の取締役に就任し、主に映画館の開発、4DXの導入を推進した。
2016年、スポーツオーソリティを展開する株式会社メガスポーツの常務取締役となる。
主に開発と営業を担当。開発においては在任期間中スポーツオーソリティ、コーナーズ(スニーカーショップ)、アウトサイド・ザ・ボックス(セレクトショップ)の出店を進めた。
2021年11月、イオンフィナンシャルグループのイオン保険サービス株式会社。営業副本部長。
2024年3月、定年退職となるも、引き続きイオン保険サービスで営業支援活動を行っている。